# Сталаћка клисура
Сталаћка клисура је последње сужење у композитној долини Јужне Мораве, одакле према северу почиње Великоморавска удолина. Повезује Алексиначку котлину на југу и Параћинско-светозаревачку котлину Велике Мораве на северу. Усечена је шкриљце Сталаћких брда на дужини од 24 километра и дубини од око 350 метара. Специфичност ове клисуре је изразита домна епигенија. Име је добила по месту Сталаћ. У Сталаћкој клисури се сустичу Западна и Јужна Морава на 144 метра надморске висине и формирају Велику Мораву.